# Bády Valér
Bády Valér (Szentgyörgymező, 1811. december 23. – Pest, 1886. január 11.) Ferences rendi szerzetes.

## Élete
Polgári szülőktől származott; iskoláit szülőföldjén végezte és 1830. október 13-án lépett a Szent Ferenc-rendiek közé. A bölcseletet Nyitrán, a teológiát Nagyszombatban és Pozsonyban tanulta. 1835-ben miséspappá szentelték. Működését mint hitszónok Boldogasszonyban kezdte; 1845-ben Pozsonyba, 1854-ben Pestre helyezték át.

## Munkái
- Jézus szentséges szíve társulatának szabályai, imái és énekei a pesti sz. Ferencz-rendiek templomában. Pest, 1861 (2. kiadás. Uo. 1864. 3. kiadás. Uo. 1871)
- A szentkereszti és más processiókra alkalmas istenes énekek és imák. Uo. 1864

Több alkalmi éneke és ájtatossági füzetkéje jelentek meg B. V. betűk alatt.